# Rafinha
Márcio Rafael Ferreira de Souza  (1985. szeptember 7. –) közismert nevén; Rafinha, brazil labdarúgó, a Coritiba hátvédje.

## Pályafutása
2021 decemberébe 1+1 évre aláírt a brazil Série A-ban szereplő São Paulo csapatához. 2025 januárjában visszatért a Coritiba csapatához.

## Sikerei, díjai
Bayern München 
- Bundesliga (7): 2012–13, 2013–14, 2014–15, 2015–16, 2016–17, 2017–18, 2018–19
- Német kupa (4): 2012–13, 2013–14, 2015–16, 2018–19
- Német szuperkupa (4): 2012, 2016, 2017, 2018
- UEFA-bajnokok ligája (1): 2012–13
- UEFA-szuperkupa (1): 2013
- FIFA-klubvilágbajnokság (1): 2013

 CR Flamengo 
- Série A (2): 2019, 2020
- Brazil szuperkupa (1): 2020
- Campeonato Carioca (1): 2020
- Copa Libertadores (1): 2019
- Recopa Sudamericana (1): 2020
- FIFA-klubvilágbajnokság döntős: 2019

 Olimbiakósz 
- Szúper Línga (1): 2020–21
- Görög kupa (1): 2019–20

 Grêmio
- Campeonato Gaúcho (1): 2021
- Recopa Gaúcha (1): 2021

 São Paulo
- Brazil kupa (1): 2023
- Brazil szuperkupa (1): 2024